# Chris van der Klaauw
Christoph Albert van der Klaauw (Leida, 13 agosto 1924 – L'Aia, 6 marzo 2005) è stato un politico e diplomatico olandese, membro del Partito Popolare per la Libertà e la Democrazia (VVD).
Dal 19 dicembre 1977 all'11 settembre 1981, è stato ministro degli affari esteri nel primo gabinetto di Dries van Agt. Successivamente è diventato ambasciatore olandese in Belgio (1982-1986) e Portogallo (1986-1989).

## Biografia

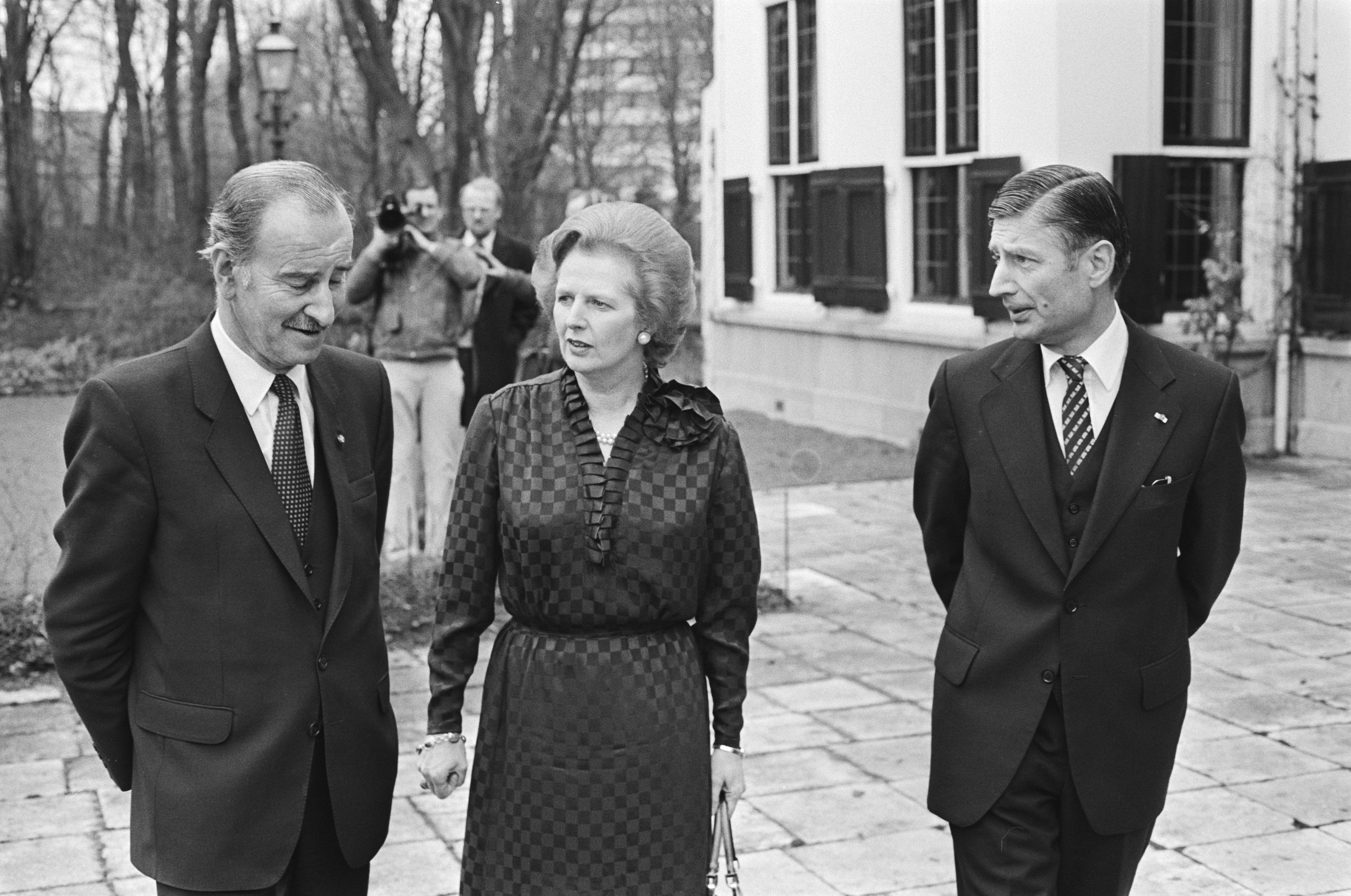
Chris van der Klaauw, il Primo ministro britannico Margaret Thatcher e il Primo ministro Dries van Agt sulla terrazza del Catshuis - 6 febbraio 1981

Chris van der Klaauw ha studiato storia all'Università di Leida fino al 25 aprile 1950. Dal 1959 al 1963 è stato rappresentante permanente dei Paesi Bassi presso la NATO e l'OCSE a Parigi, dal 1970 al 1º gennaio 1975 è stato Rappresentante permanente aggiunto presso le Nazioni Unite a New York e dal 1º gennaio 1975 all'ottobre 1977 Rappresentante permanente presso le Nazioni Unite a Ginevra. Dal 1977 al 1981 è stato Ministro degli esteri nel governo del Primo ministro Dries van Agt. Era un membro del partito liberale VVD.
Ritornò in seguito al servizio diplomatico come Ambasciatore in Belgio dal gennaio 1982 al 1º agosto 1986 e Ambasciatore in Portogallo, dal 1º agosto 1986 al 1º settembre 1989.